# Lucas Silva (calciatore 1998)
Lucas da Silva de Jesus, noto semplicemente come Lucas Silva (Rio de Janeiro, 30 gennaio 1998), è un calciatore brasiliano, attaccante attualmente svincolato..

## Caratteristiche tecniche
È un'ala sinistra.

## Carriera
Cresciuto nel settore giovanile del Flamengo, ha esordito in prima squadra il 18 gennaio 2018 disputando l'incontro del Campionato Carioca vinto 2-0 contro il Volta Redonda.

## Statistiche

### Presenze e reti nei club
| Stagione              | Squadra               | Campionato            | Campionato | Campionato | Coppe nazionali | Coppe nazionali | Coppe nazionali | Coppe continentali | Coppe continentali | Coppe continentali | Altre coppe | Altre coppe | Altre coppe | Totale | Totale | Totale |
| Stagione              | Squadra               | Comp                  | Pres       | Reti       | Comp            | Pres            | Reti            | Comp               | Pres               | Reti               | Comp        | Pres        | Reti        | Pres   | Reti   |        |
| --------------------- | --------------------- | --------------------- | ---------- | ---------- | --------------- | --------------- | --------------- | ------------------ | ------------------ | ------------------ | ----------- | ----------- | ----------- | ------ | ------ | ------ |
| 2018                  | Flamengo              | A/RJ+A                | 2+0        | 1          | CB              | 0               | 0               |                    | -                  | -                  |             | -           | -           | 2      | 1      |        |
| 2019                  | Flamengo              | A/RJ+A                | 5+9        | 0          | CB              | 0               | 0               | CL                 | 2                  | 0                  | CmC         | -           | -           | 16     | 0      |        |
| gen.-giu. 2020        | Flamengo              | A/RJ+A                | 4+0        | 1+0        | CB              | 0               | 0               | CL                 | 0                  | 0                  | SB+RS       | -           | -           | 4      | 1      |        |
| Totale Flamengo       | Totale Flamengo       | Totale Flamengo       | 11+9       | 2+0        |                 | 0               | 0               |                    | 2                  | 0                  |             | -           | -           | 22     | 2      |        |
| 2020-2021             | Paços Ferreira        | PL                    | 6          | 0          | CP+CdL          | 0+1             | 0+0             |                    | -                  | -                  |             | -           | -           | 7      | 0      |        |
| 2021-2022             | Paços Ferreira        | PL                    | 33         | 3          | CP+CdL          | 1+3             | 0+0             | UECL               | 4                  | 1                  |             | -           | -           | 41     | 4      |        |
| ago. 2022             | Paços Ferreira        | PL                    | 1          | 0          | CP+CdL          | 0+0             | 0+0             |                    | -                  | -                  |             | -           | -           | 1      | 0      |        |
| Totale Pacos Ferreira | Totale Pacos Ferreira | Totale Pacos Ferreira | 40         | 3          |                 | 5               | 0               |                    | 4                  | 1                  |             | -           | -           | 49     | 4      |        |
| 2022                  | Avaí                  | A                     | 6          | 0          | CB              | 0               | 0               |                    | -                  | -                  |             | -           | -           | 6      | 0      |        |
| gen.-mar. 2023        | Avaí                  | CC+A                  | 7+0        | 0+0        | CB              | 1               | 1               |                    | -                  | -                  |             | -           | -           | 8      | 1      |        |
| Totale Avai           | Totale Avai           | Totale Avai           | 7+6        | 0+0        |                 | 1               | 1               |                    | -                  | -                  |             | -           | -           | 14     | 1      |        |
| apr.-nov. 2023        | Guarani               | B                     | 14         | 0          | CB              | 0               | 0               |                    | -                  | -                  |             | -           | -           | 14     | 0      |        |
| gen.-mag. 2024        | Torreense             | SL                    | 16         | 1          | CP+CdL          | 0+0             | 0+0             |                    | -                  | -                  |             | -           | -           | 16     | 1      |        |
| 2024-mar. 2025        | Nam Định              | V1                    | 3          | 1          | CV              | 0               | 0               | ACL2               | 6                  | 1                  | SV          | -           | -           | 9      | 2      |        |
| Totale carriera       | Totale carriera       | Totale carriera       | 106        | 7          |                 | 6               | 1               |                    | 12                 | 2                  |             | -           | -           | 124    | 10     |        |

## Palmarès

### Competizioni nazionali
- Campionato brasiliano: 1

Flamengo: 2019

### Competizioni internazionali
- Coppa Libertadores: 1

Flamengo: 2019